# جيمس أليوت كابوت
جيمس أليوت كابوت (بالإنجليزية: James Elliot Cabot)‏ هو فيلسوف أمريكي، ولد في 18 يونيو 1821 في بوسطن في الولايات المتحدة، وتوفي في 16 يناير 1903 في بروكلين في الولايات المتحدة.